# Processo decisionale del traduttore
Il processo decisionale del traduttore consiste in una serie valutazioni che il traduttore deve fare per scegliere la giusta strategia traduttiva.

## Due punti di partenza: prototesto e lettore modello
È fondamentale inquadrare fin dall'inizio il prototesto e il lettore modello. Del prototesto vanno evidenziati gli aspetti generali e va determinato il grado di originalità grammaticale e semantica, al fine di riprodurne l'effetto anche in traduzione. Per individuare il lettore modello occorre avanzare delle ipotesi, chiedersi a quale fascia di età e a quale strato sociale possa appartenere, qual è il suo livello di cultura, quali sono le sue abitudini linguistiche.
La strategia è condizionata anche dal tipo di testo: in una sit-com, per esempio, si tenderà a riprodurre le battute umoristiche e i giochi di parole, mentre in un notiziario sarà importante il contenuto generale delle notizie; o ancora, un libro per bambini richiederà la presenza di parole semplici, mentre un testo giuridico prevederà l'uso di tecnicismi e linguaggio burocratico.

## Levý e la teoria dei giochi
Lo studioso ceco Jiří Levý ha applicato alla traduzione e al processo decisionale la teoria matematica dei giochi: “il processo di traduzione ha la forma di un GIOCO A INFORMAZIONE COMPLETA – un gioco in cui ogni mossa successiva è influenzata dalla conoscenza delle decisioni precedenti e dalla situazione che ne è derivata (per esempio gli scacchi, ma non le carte)” (Levý 1967:1172).
La complessità delle scelte del traduttore risiede proprio nelle ripercussioni che tali scelte hanno su quelle successive.
Levý tiene anche conto del fattore tempo che, così come nel gioco, svolge una funzione importante nel processo decisionale. Le decisioni del traduttore non vanno viste in un contesto idealizzato in cui ha un tempo infinito per lavorare, ma nel contesto concreto più o meno stressante dell'ambiente lavorativo: “il traduttore propende per quella delle soluzioni possibili che promette il massimo effetto con il minimo sforzo. Ossia intuitivamente propende per la cosiddetta STRATEGIA MINIMAX [...] I traduttori di prosa sono contenti di trovare per la loro frase una forma che, più o meno, esprime tutti i significati e i valori stilistici necessari, benché sia probabile che, dopo ore di sperimentazione e riscrittura, sarebbe possibile trovare una soluzione migliore. I traduttori di norma adottano una strategia pessimistica, sono ansiosi di accettare le soluzioni il cui ‘valore’ – anche in caso di reazioni estremamente sfavorevoli da parte dei lettori – non ricade sotto un certo limite ammissibile secondo i loro standard linguistici o estetici” (Levý 1967:1179-1180).